# PA-449
A  PA-449 é uma rodovia brasileira do estado do Pará. Essa estrada intercepta a rodovia BR-155 na zona rural de Pau d'Arco em seu limite oeste; e a PA-287 na zona urbana de Conceição do Araguaia.
Está localizada na região sudeste do estado, atendendo aos município de Pau d'Arco, Floresta do Araguaia e Conceição do Araguaia. 